# آکاش میشرا
آکاش میشرا (هندی: आकाश मिश्रा؛ زادهٔ ۲۷ نوامبر ۲۰۰۱) بازیکن فوتبال است.
وی همچنین در تیم‌های ملی فوتبال زیر ۲۰ سال، زیر ۲۳ سال، و بزرگسالان هند بازی کرده‌است.